# Чешњевек (Требње)
Чешњевек (словен. Češnjevek) је насељено место у општини Требње, регија Југоисточна Словенија, Словенија.

## Историја
До територијалне реорганизације у Словенији био је у саставу старе општине Требње.

## Становништво
У попису становништва из 2011. године, Чешњевек је имао 110 становника.
| Број становника према пописима | Број становника према пописима | Број становника према пописима |
| ------------------------------ | ------------------------------ | ------------------------------ |
| 1991                           | 2002                           | 2011                           |
| 87                             | 88                             | 110                            |

Напомена: Године 2004. увећан за део насеља Липник.